# Износки (деревня)
Износки — упразднённая деревня в Износковском районе Калужской области России. В 2003 году включена в состав села Износки и исключена из учётных данных.

## Географическое положение
В настоящее время территория бывшей деревни представляет собой северо-восточную часть села Износки (улицы Совхозная и 8 марта).

## История
Постановлением Законодательного Собрания Калужской области от 9 октября 2003 г. № 736 населённый пункт включён в состав села Износки. Тем же постановлением деревня исключена из учётных данных.

## Население
Согласно результатам переписи 2002 года, население деревни составило 65 человек, в национальной структуре населения русские составляли 95 %.